# Stazione di Scoffie
La stazione di Scoffie (in sloveno Skofije) era una fermata ferroviaria posta lungo la ex linea ferroviaria a scartamento ridotto Trieste-Parenzo chiusa nel 31 agosto 1935. Era al servizio del centro abitato di Scoffie.

## Storia
La fermata fu attivata nel 1902, all'apertura dell'intera linea.
Dopo la prima guerra mondiale, con l'annessione della zona al Regno d'Italia, la fermata passò alle Ferrovie dello Stato italiane, assumendo il nome di Albaro Vescovà-Scoffie.
La fermata fu chiusa insieme alla linea nel 31 agosto 1935 .